# 빌리 라이트

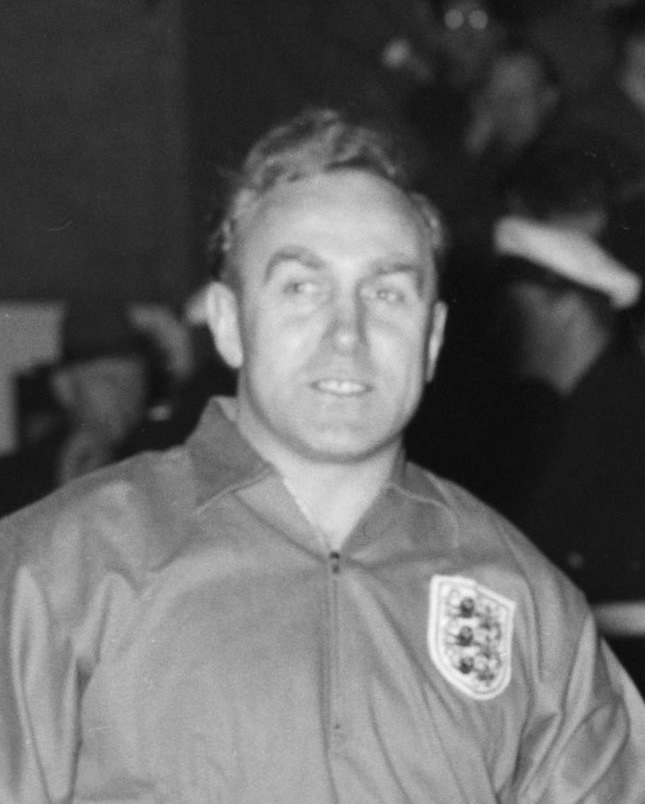
빌리 라이트 (1961년)

윌리엄 앰브로즈 라이트(영어: William Ambrose "Billy" Wright CBE, 1924년 2월 6일 ~ 1994년 9월 3일)는 잉글랜드의 전 축구인으로, 현역 시절 포지션은 센터 하프였다.
울버햄튼에서 커리어 전체를 보낸 원클럽맨으로, A매치 100경기 이상을 소화한 최초의 선수이다.

## 수상

#### 울버햄튼 원더러스
- 퍼스트 디비전 : 1953–54, 1957–58, 1958–59
- FA컵 : 1948–49
- 채리티 쉴드 : 1949, 1954

#### 개인
- 발롱도르 2위 : 1957
- FWA 올해의 선수 : 1952
- 풋볼리그 레전드 100인 : 1998
- 잉글랜드 축구 명예의 전당 : 2002
- 국제축구 명예의 전당 : 1997
- 울버햄튼 명예의 전당 : 2009
- 대영제국 훈장 3등급 : 1959[1]
- 잉글랜드 대표팀 주장 : 1948-1959
- FIFA 월드컵 올스타팀[2] : 1950, 1954

#### 발롱도르[3]
- 1956 - 9
- 1957 - 2
- 1958 - 6

## 같이 보기
- A매치 100경기 이상 출전한 축구 선수 명단

## 주해
1. ↑  이 공식 웹사이트 주소(sirbillywright.com)에는 빌리 라이트의 이름 앞에 경(Sir)을 붙였으나, 빌리 라이트에게는 1959년 3등급 훈장이 주어진 이후로 Knight Bachelor 서임이나 작위급인 2등급으로의 훈위 승급이 이루어진 적이 없다. 이 주소는 빌리 라이트의 기사작위 사후(死後, posthumous) 서임을 주장하는 캠페인의 주제를 반영한 것이다. 그러나, 기사작위 서임이 사후에 이루어진 전례는 2016년 3월 현재까지 없다. 단, 서임 발표 직후 당사자가 사망하여 서임식에 참석하지 못한 경우는 있다.